# Beat Surrender
Beat Surrender is de laatste single van de Britse band The Jam. Het werd uitgebracht op 26 november 1982 en stond in Engeland twee weken op #1. In Nederland werd het begin 1983, toen The Jam al uit elkaar was, een top 40-notering.

## Achtergrond
Oorspronkelijk zou A Solid Bond in Your Heart (een jaar later een hit voor The Style Council) de afscheidssingle worden, maar zanger-gitarist Paul Weller koos op het laatste moment voor Beat Surrender, waarop ook zijn nieuwe protegee, de 16-jarige zangeres Tracie Young, te horen was. De B-kant werd Shopping, wederom een voorbode van het Style Council-geluid, en op de ep-versie stonden drie soulcovers: Stoned Out Of My Mind (The Chi-Lites), Move On Up (Curtis Mayfield) en War (Edwin Starr).
Voor Beat Surrender werd geen videoclip gemaakt, wel werd het opgevoerd in de eerste aflevering van The Tube en in Top of the Pops; Weller trad hier voor het eerst zonder gitaar op, zoals hij dat ook weleens zou doen bij The Style Council.